# Șicula (gmina)
Șicula – gmina w Rumunii, w okręgu Arad. Obejmuje miejscowości Chereluș, Gurba i Șicula. W 2011 roku liczyła 4301 mieszkańców.